# Eilema aurantiaca
Eilema aurantiaca là một loài bướm đêm thuộc phân họ Arctiinae, họ Erebidae.